# 阿武隈级护卫舰

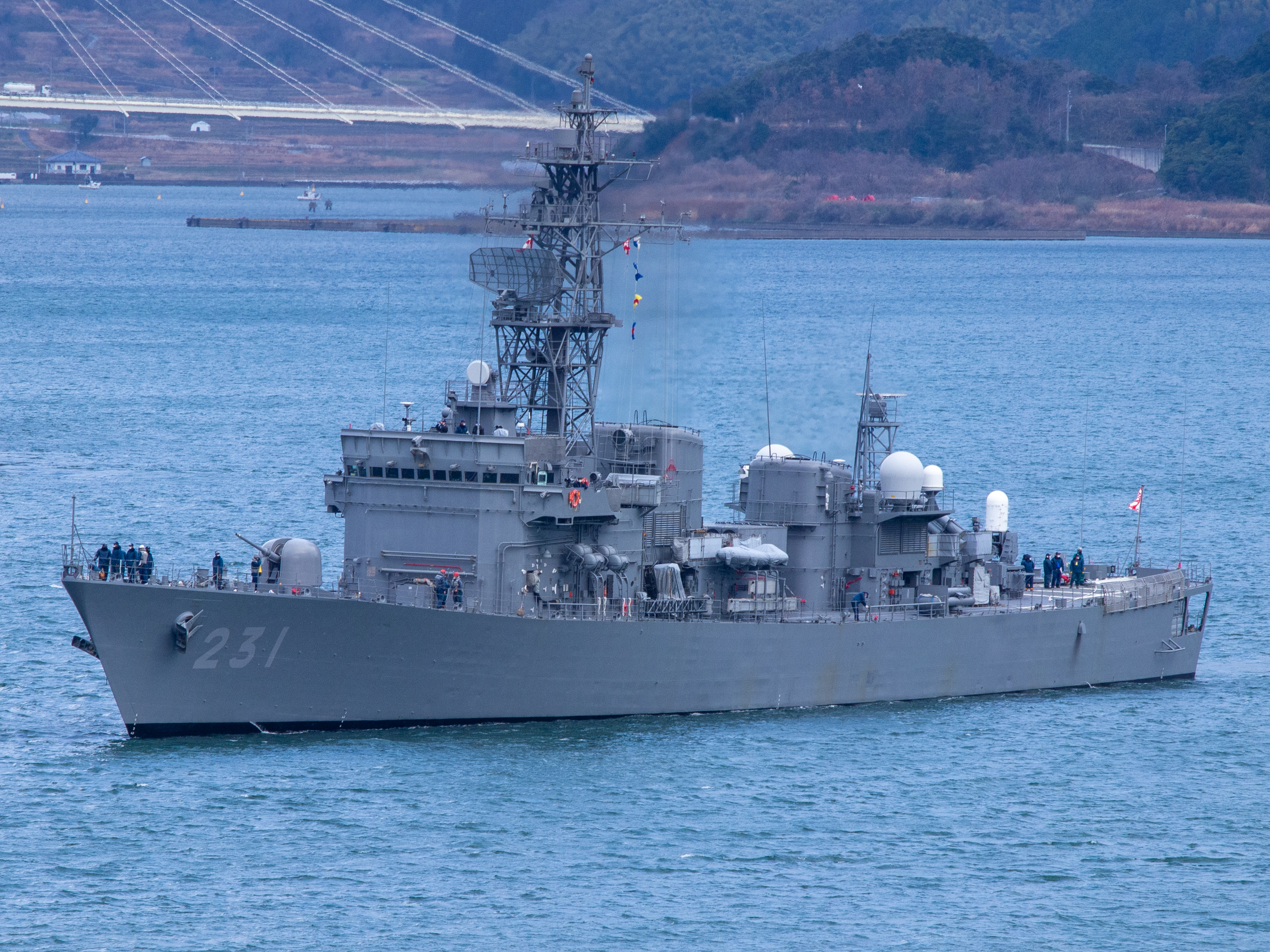
大淀號護衛艦 的低能見度塗裝

阿武隈级护卫舰（あぶくま型護衛艦）是日本海上自卫队的护航驱逐舰。该级舰只计划用于取代早期五十铃级护卫舰，并作为筑后级和夕张级的继任者强调反潜战能力。2022年12月制定的防衛力整備計画宣布，阿武隈级預計在2027年全數退役。2025年6月，日本防衛大臣中谷元和菲律賓國防部長鐵歐多洛（Gilberto Teodoro）於新加坡達成協議，待日本退役後6艘將會出口轉售給菲律賓。

## 设计

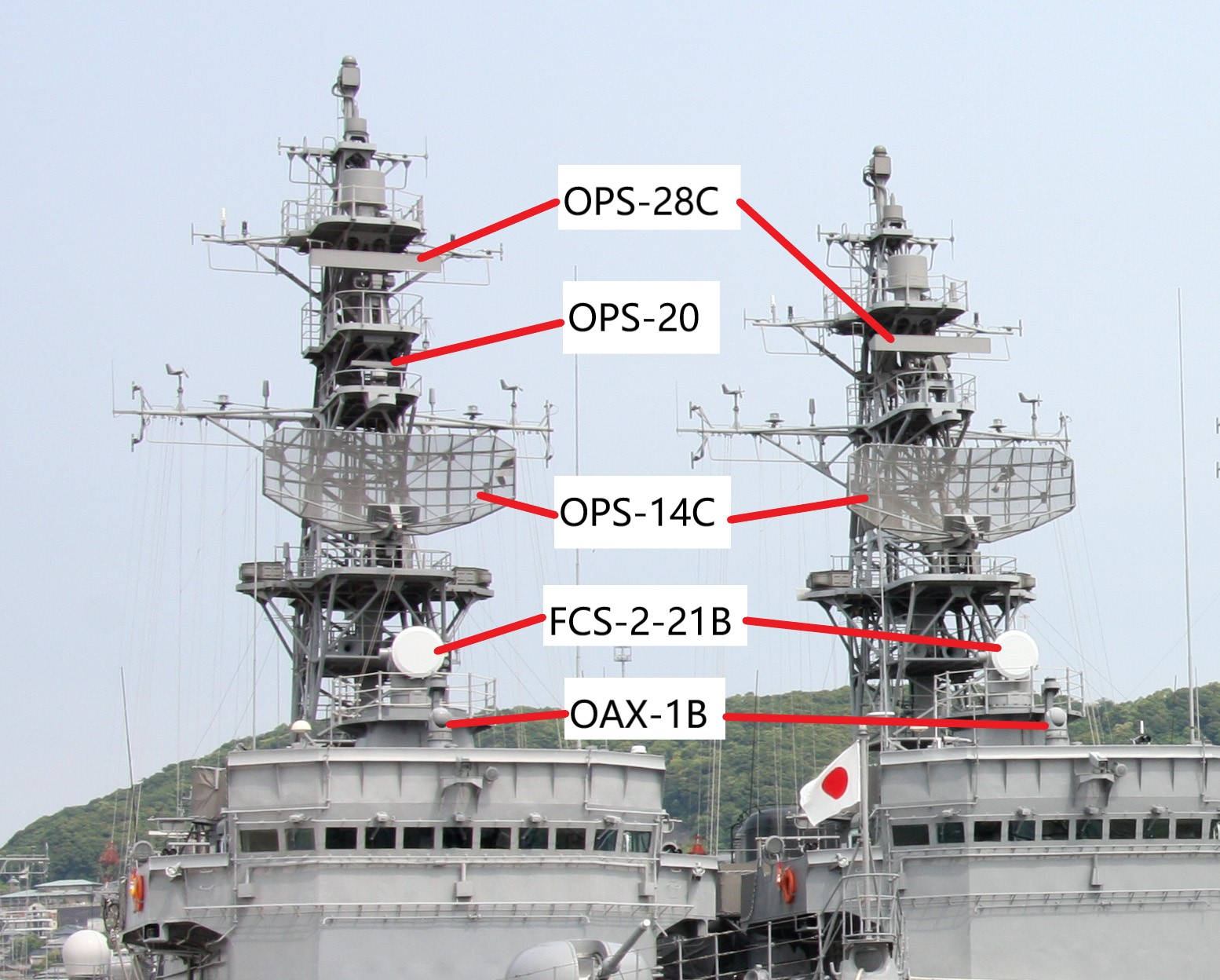
阿武隈级护卫舰桅杆上的設備

相對於在其之前的幾個艦級，阿武隈級護衛艦有许多強化的重點：
隐形技术的应用
该级别舰艇是海上自卫队第一种引入舰体隐形设计的战斗舰只。其上盖有传统的垂直表面甲板建筑，但他们的船体采用一定倾角的设计，以减少其雷达截面。
电子战设备的增强
这是第一级采用OYQ-7海军战术作战与数据系统的舰只。此外，这是第一次在护航驱逐舰级别舰艇上安装OLT-3 ECM干扰系统。
武器系统的改进
近程防空系统方面，该级别舰只装备有OPS - 14对空搜索雷达和OPS - 28对海搜索和目标获取雷达，并配备由FCS-2火控系统控制的一门Otobreda 76毫米速射炮和密集阵CIWS。 OPS-14是日本产美国AN/SPS-49雷达，OPS-28是日本国产美国TAS Mk.23。密集阵CIWS为舰船提供对反舰导弹攻击的自卫能力。 另有计划安装“拉姆”点防空导弹系统於前甲板的计划，但目前尚未安装。
反潜系统方面，该级别舰艇装备OQS-8船体声纳（日本产美国DE-1167），八联装阿斯洛克反潜火箭发射装置（内置日本控制器的美国Mark 16 GMLS版本）和两部三联324毫米轻型反潜鱼雷发射管。另有后期安装战术拖曳阵列声纳系统计划。

## 同型舰只
日本海上自卫队打算建造11艘该级别舰只，但最后因为初雪级驱逐舰服役，只有六艘改型舰艇服役。所有六艘舰艇均以第二次世界大战中使用的巡洋舰命名。

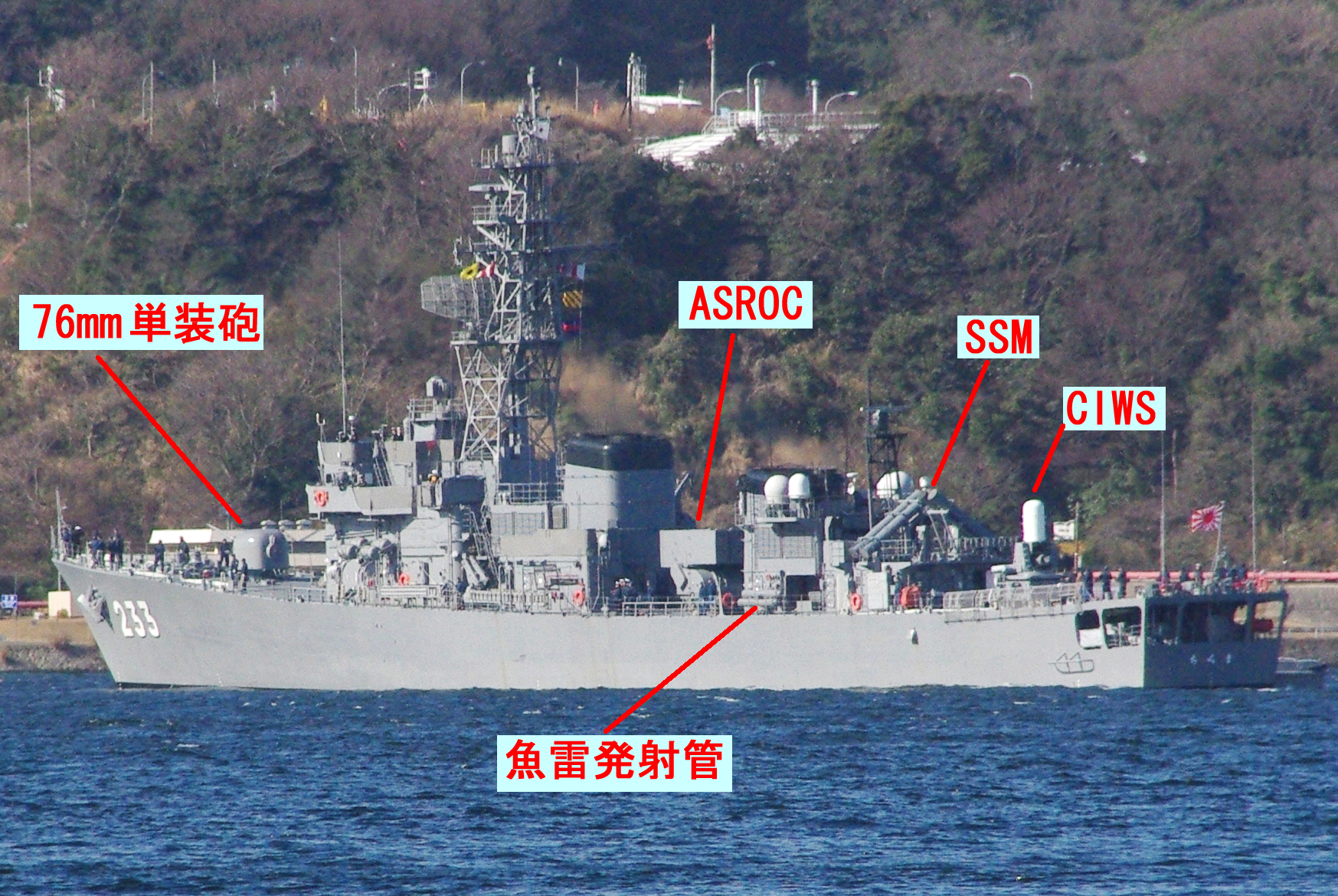
武器装备布置
前甲板配备奥托76mm单管速射艦炮、後甲板配备Mk 32型水面船艦魚雷管、SSM发射器（反舰导弹）和CIWS（方陣近迫武器系统）。两部烟囱之间安装有ASROC反潛飛彈发射器

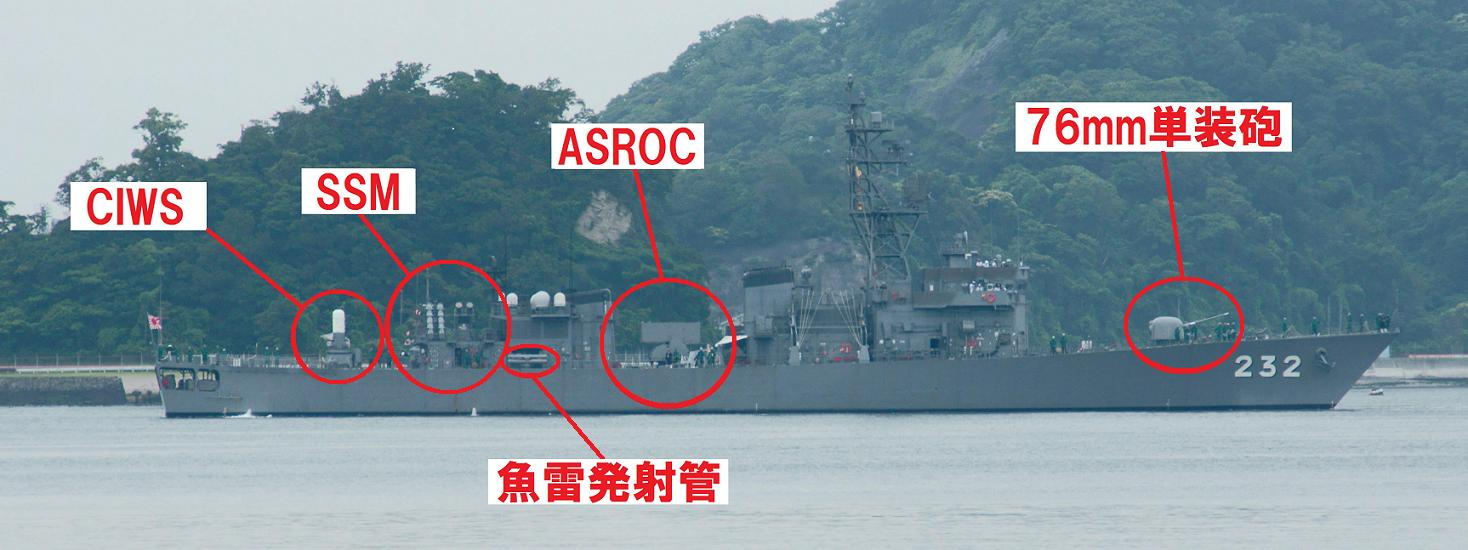
武器装备布置
前甲板配备奥托76mm单管速射艦炮、後甲板配备Mk 32型水面船艦魚雷管、SSM发射器（反舰导弹）和CIWS（方陣近迫武器系统）。两部烟囱之间安装有ASROC反潛飛彈發射器

| 舰名   | 舷号   | 建造船廠                    | 开工日期                    | 下水日期                     | 服役日期                     | 所属舰队                  | 備註欄 |
| ------ | ------ | --------------------------- | --------------------------- | ---------------------------- | ---------------------------- | ------------------------- | ------ |
| 阿武隈 | DE-229 | 三井造船 玉野事業所         | 1988年 （昭和63年） 3月17日 | 1988年 （昭和63年） 12月21日 | 1989年 （平成元年） 12月12日 | 第12护卫队 （吴基地）     |        |
| 神通   | DE-230 | 日立造船 舞鶴船厂           | 1988年 （昭和63年） 4月14日 | 1988年 （昭和63年） 1月31日  | 1990年 （平成2年） 2月28日   | 第13护卫队 （佐世保基地） |        |
| 大淀   | DE-231 | 三井造船 玉野事業所         | 1989年 （平成元年） 3月8日  | 1989年 （平成元年） 12月19日 | 1991年 （平成3年） 1月23日   | 第15护卫队 （大湊基地）   |        |
| 川內   | DE-232 | 住友重工追濱造船所 浦賀船厂 | 1989年 （平成元年） 4月14日 | 1989年 （平成元年） 1月26日  | 1991年 （平成3年） 3月15日   | 第14护卫队 （舞鶴基地）   |        |
| 摩     | DE-233 | 日立造船 舞鶴船厂           | 1991年 （平成3年） 2月14日  | 1992年 （平成4年） 1月22日   | 1993年 （平成5年） 2月24日   | 第15护卫队 （大湊基地）   |        |
| 利根   | DE-234 | 住友重工追濱造船所 浦賀船厂 | 1991年 （平成3年） 2月8日   | 1991年 （平成3年） 12月6日   | 1993年 （平成5年） 2月8日    | 第12护卫舰队 （吳基地）   |        |

## 參见

### 相关
- 日本军事
- 日本海上自卫队

### 同类型舰
- 獵豹級護衛艦 俄羅斯
- 成功級巡防艦 中華民國
- 053H3型护卫舰 中国
- 江喜陀級巡防艦 緬甸
- 仁川級護衛艦
- 何塞·黎剎級巡防艦 菲律賓
- 格莫尔达级巡防舰 印度